# MacLeod (geslacht)

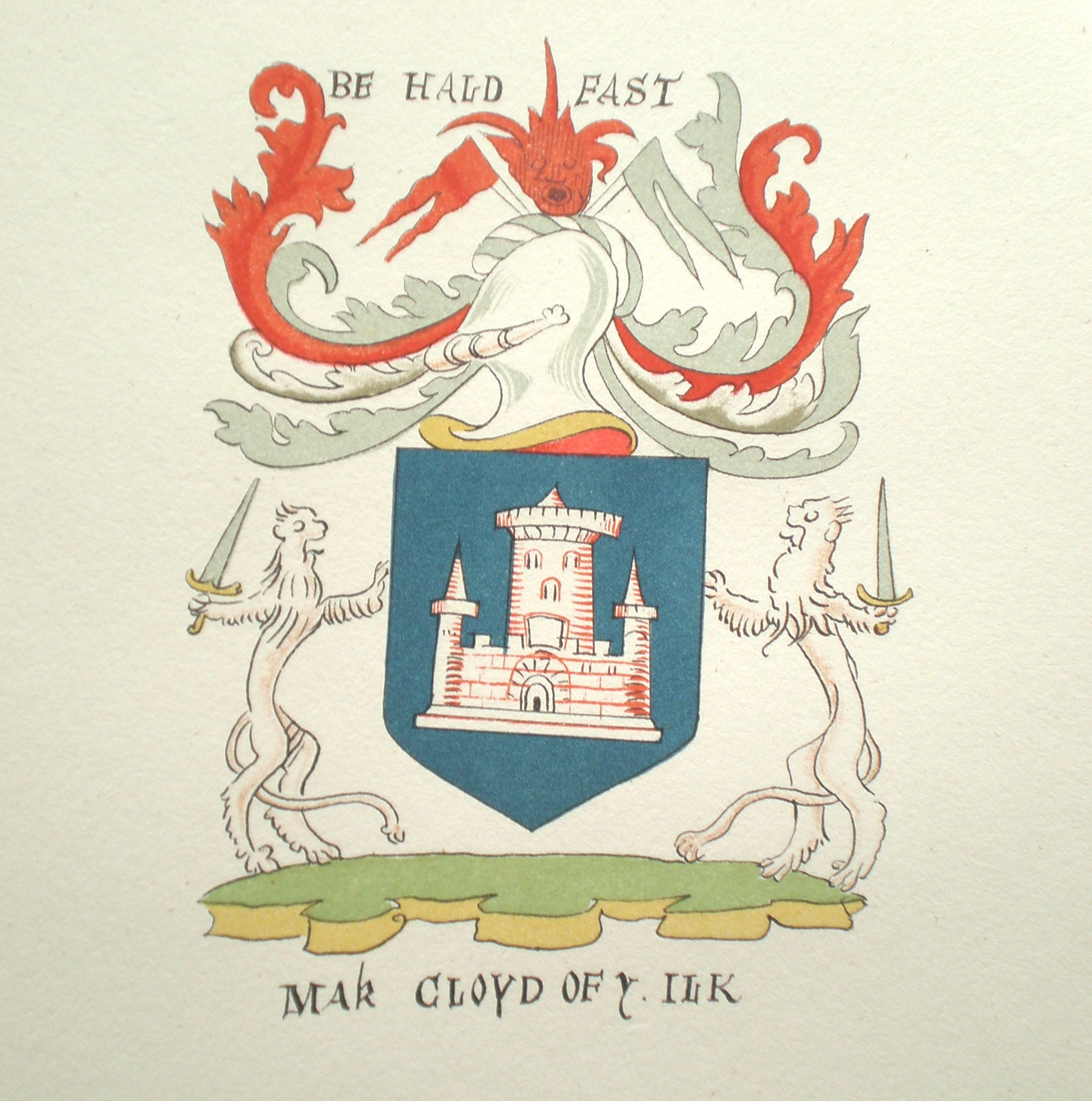
Wapen van de Skye-tak van het geslacht MacLeod

MacLeod is de naam van een Nederlands, oorspronkelijk Schots geslacht dat veel militairen voortbracht.

## Geschiedenis
De bewezen stamreeks van de Nederlandse tak begint met Norman MacLeod, geboren omstreeks 1690 en vermoedelijk overleden in 1729. Hij trouwde in 1714 de in Arnhem gedoopte Geertruyd Schrassert (1689-1764).
Volgens sommigen was Norman MacLeod een zoon van Donald MacLeod, geboren omstreeks 1660, tacksman van Summerdale en Totardor in Bracadale (Isle of Skye), en van Isabel MacLennan, dochter van Allan MacLennan, predikant te Glenelg (Inverness). Deze Donald MacLeod behoorde tot een zijtak van de MacLeods of Glenelg and Gesto; deze tak wordt teruggevoerd tot 1332.
In 1973 werd de Nederlandse tak opgenomen in het genealogische naslagwerk Nederland's Patriciaat, waar onder anderen prof. ir. Laurent Hubert Joseph Angenot (1901-1979) aan meewerkte.

## Enkele telgen
Norman MacLeod, geboren in Schotland, omstreeks 1690, kwam met Hepburn's regiment naar Nederland als "Ensign", een jong officier die de vlag- of vaandel-drager is, luitenant regiment infanterie van Douglas Schotse brigade laatstelijk (1718) te Grave, luitenant (1719) en kapitein (1721) compagnie invaliden Engelse leger in garnizoen achtereenvolgens te Tilbury Fort (a.d. Thames, Essex), Pendennis Castle (a.d. Falmouth, Cornwall) en Plymouth (Devonshire), mogelijk overleden Londen 1729. Hij trouwde met Geertruyd Schrassert (1689-1764), dochter van Hendrik Schrassert, kapitein der infanterie Dundas Schotse brigade, en Johanna Charlotta NN en zus van de jurist en schrijver Johan Schrassert (1687-1756).
- Catharina MacLeod (?-1783); trouwde in 1761 met Egbert Andries Brouwer (1724-1782), kapitein 1e bataillon regiment infanterie Nassau-Weilburg, majoor van Hattem
- John MacLeod (omstreeks 1726-1804), Luitenant-kolonel 1e bataillon regiment infanterie Dundas Schotse brigade; trouwde in 1754 met Margaretha Arnolda van Brienen (1733-1777)
  - Norman MacLeod (1755-1837), luitenant-kolonel 1e bataillon regiment infanterie Bentinck Schotse brigade, generaal-majoor titulair infanterie; trouwde in 1809 met Sarah Evans (1790-1862)
    - William Pascoe MacLeod (1812-1846), kapitein Inf. O.I.L.
    - Norman MacLeod (1811-1896), luitenant-generaal infanterie, commandant regiment grenadiers en jagers, militair gouverneur van de residentie, inspecteur infanterie, adjudant i.b.d. van koning Willem III der Nederlanden, commandeur in de Orde van de Nederlandse Leeuw, commandeur in de Orde van de Eikenkroon, tr. 1e 1836 Jacomina Joanna Esser
      - Norman MacLeod (1837-1934), viceadmiraal, ridder in de Orde van de Nederlandse Leeuw, ridder in de Orde van de Eikenkroon, commandeur in de Orde van Oranje-Nassau, tr. 1868 Johanna Wilhelmina Benedicta van Voss
        - Johanna Benedicta Wilhelmina Mathilda MacLeod (1869-1966); trouwde in 1896 met Willem Hioolen (1870-1932), notaris te Middelburg, lid gemeenteraad aldaar
        - Elisabeth Alexandrina MacLeod (1873-1946); trouwde in 1897 Anton Hendrik van Walchren, lid firma Numan & Hansen, commissionairs in effecten te Amsterdam
        - Sarah Catharina MacLeod (1875-1964); trouwde in 1904 met Pieter Simon Groen (1866-1934), kolonel-inspecteur korps Mariniers, ridder in de Orde van de Nederlandse Leeuw, officier in de Orde van Oranje-Nassau
        - Jacomina Joanna MacLeod (1880-1970); trouwde in 1905 met Joseph August MacLeod Manuel (naamsverandering van Manuel in MacLeod Manuel bij GB 9 aug. 1900 nr. 9) (1882-1941), 2e luitenant infanterie O.I.L.
          - Gwendolyn Macleod Manuel (1948 - heden), Den Haag
          - Norman Macleod Manuel (1950 - heden); trouwde in 1981 met Annemarie Melanie Scheer (1952 - heden).
            - Norman Alexander Macleod Manuel (1983 - heden), trouwde in 2013 met Francine Schaap (1983 - heden)
            - Timothy Gordon MacLeod Manuel (1984 - heden)
            - Steven Diederik Macleod Manuel (1987 - heden)

          - Dennis MacLeod Manuel (1952 - heden)

      - Edward Donald Henry MacLeod (1842-1922), kolonel infanterie, generaal-majoor titulair, commandeur in de Orde van de Eikenkroon, officier in de Orde van Oranje-Nassau, tr. 1869 Anna Klazina van Bochove
        - Donald John Edward MacLeod (1871-1962), dirigerend officier van gezondheid 2e klasse, arts te 's-Gravenhage, geneeskundig inspecteur Raad van Arbeid, tr. 1911 Egberdina Anna Keppel Hesselink
          - mr. Anna MacLeod (1912-2000); trouwde in 1940 met prof. ir. Laurent Hubert Joseph Angenot (1901-1979), hoogleraar stedebouwkunde te Delft
          - Ellen MacLeod (1913-2002); trouwde in 1939 met ir. Petrus Nicolaas Hoorweg (1908-1987), lid Octrooiraad

    - John Brienen MacLeod (1825-1868), kapitein infanterie, tr. 1856 Dina Louisa barones Sweerts de Landas (1831-1901), lid van de familie Sweerts de Landas
      - Rudolph MacLeod (1856-1928),  majoor der infanterie van het Koninklijk Nederlands Indische leger KNIL; trouwde in 1895 met Margaretha Geertruida Zelle (1876-1917), bekend geworden als Mata Hari

## Afbeeldingen

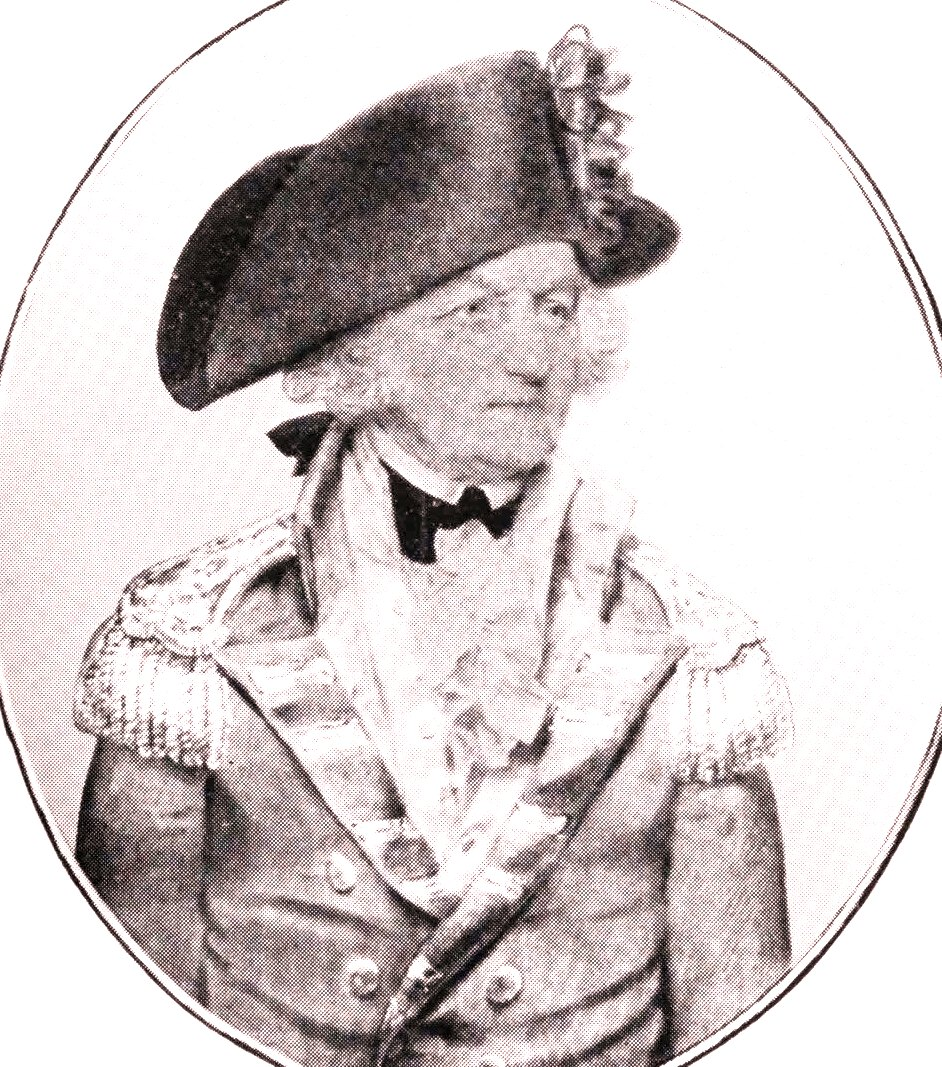
John MacLeod (omstreeks 1726-1804), kolonel 1e bataillon regiment infanterie Dundas Schotse brigade
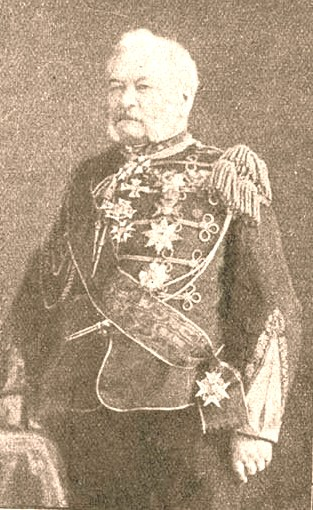
Norman MacLeod (1811-1896), luitenant-generaal
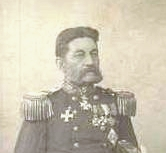
Norman MacLeod (1837-1934), vice-admiraal
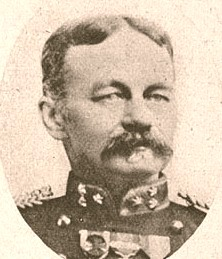
Edward Donald Henry MacLeod (1842-1922), generaal-majoor
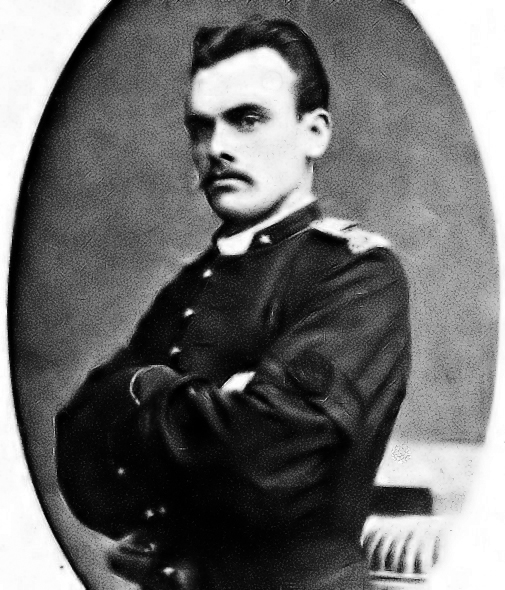
Rudolph MacLeod (1856-1928), majoor KNIL
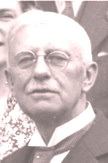
Donald John Edward MacLeod (1871-1962), officier van gezondheid